# 風 (GReeeeNの曲)
「風」（かぜ）は、GReeeeNによる楽曲である。2014年5月14日に、ZEN MUSICより、配信限定でリリース。
後に、6thアルバム『今から親指が消える手品しまーす。』に収録された。

## 解説
- 5thアルバム『今から親指が消える手品しまーす。』の収録に先駆けて、配信限定でのリリースがされた[1]。
- GReeeeNの配信曲は、『Cooking彼氏』以来となる。
- また、後に2ndベスト・アルバム『C、Dですと!?』にも収録された。

## タイアップ
- JTB『JTBの夏旅 ハワイ篇』『JTBの夏旅 沖縄篇』CMソング[1]